# Гусинка (Куп'янський район)
Гуси́нка — село в Україні, у Куп'янському районі Харківської області. Входить до складу Кіндрашівської сільської громади. Населення становить 989 осіб.

## Географія
Село Гусинка розташована біля витоків річки Гусинка, нижче за течією на відстані 2 км розташоване село Єгорівка.
Поруч проходить залізниця, станції Гусинка (3 км) та Селище (1,5 км).

## Назва
Перша назва — Гусинець, за назвою річки, на якій поселення побудоване, на берегах якої любили перепочивати дикі гуси та інші перелітні птахи. Згодом назва річки і слободи трансформувалась і стала звучати: Гусинка.

## Історія
Засноване на території Слобідської України у складі Харківського полку в 1706 році. Заснували село вихідці з Правобережної України, які влаштувалися у великій пологій балці, звідки бере початок річка Гусинка.
На початку XVIII століття землі навколо Гусинки були відмежовані з фонду Ізюмського слобідсько-козацького полку у власність писаря цього полку Ю.Розаліон-Сошальського, а основна маса жителів стала його підданими. Згодом у слободі поселилося ще кілька поміщицьких сімей.
У 1875 році Гусинка одержує статус волосного центру Куп'янського повіту. 
7 (20) листопада 1917 року, відповідно до Третього Універсалу Української Центральної Ради, увійшло до складу Української Народної Республіки.
В 1923 році волосне управління ліквідовується, створюється сільська рада.
Село постраждало внаслідок колективізації 1928—1937 років і геноциду українського народу, проведеного окупаційним урядом СРСР 1932—1933 та 1946—1947.
Також є цитати сина, батьки якого бачили події кінця 1920-х початку 1930-х років на власні очі:
```
"...а все почалося з 
розкуркулення,
 коли повідбирали корів, коней, свиней і взагалі увесь скот... Сильно цьому сприяла міська влада у вигляді 
КОМНЕЗАМІВ
, працівники яких ходили по хатах і відбирали майно у куркулів, бо мали багато влади. Лазили і шукали їжу у жінки мого батька -- баби Марини, обшукали усю хату -- знайшли жменю квасолі та й ту відібрали. Якщо хтось пручався й противився їхнім діям, вони називали їх "ворогами радянської влади", потім уночі приїжджала машина, 
чорний воронок
, і забирала до Сибіру.
```

```
Моя мати казала: "У селі кожен день хоронили 1-2 людини, пізніше дійшло до того, що нікому було хоронити своїх близьких, так виривали велику яму і туди звозили трупи по 5-6 чоловік. Прийшла одна бабка, родичів її закопували у тій груповій ямі, а вона була настільки голодною, що впала біля тієї ями, так ці архаровці
[
3
]
 і ту живу бабку закопали поряд з родичами". Моя ж мати ходила по далеким селам, де людей менше розкуркулили, і продавала одяг: сорочки, хустки і тому подібне, а за один раз принесла аж цілих два відра квашеної капусти. Мій батько помирав з голоду, так йому сусідка дала склянку молока, той хоч ожив трохи, бо вже піну з рота пускав. Потім почалася весна, почали з липи й інших дерев збирати листя, яке потім варили й їли. Ще трохи пізніше з'явилися кислиці
[
4
]
 й зелені груші, до осені як-не-як протягли. Восени з'явилася якась картопля. Саджати цю картоплю було ніяк неможливо, так моя мати разом із сусідкою-агрономом залишали шкірку від картоплі й саджали її з маленькими почками. Вже з'явилося якесь життя".
```

Загалом під час організованого радянською владою Голодомору 1932—1933 років померло щонайменше 105 жителів села.
До 2020 року орган місцевого самоврядування — Гусинська сільська рада.
12 червня 2020 року, відповідно до розпорядження Кабінету Міністрів України № 725-р «Про визначення адміністративних центрів та затвердження територій територіальних громад Харківської області», увійшло до складу Кіндрашівської сільської територіальної громади.

## Населення
Згідно з переписом УРСР 1989 року чисельність наявного населення села становила 1177 осіб, з яких 564 чоловіки та 613 жінок.
За переписом населення України 2001 року в селі мешкала 1121 особа.

### Мова
Розподіл населення за рідною мовою за даними перепису 2001 року:
| Мова       | Відсоток |
| ---------- | -------- |
| українська | 90,39 %  |
| російська  | 8,90 %   |
| білоруська | 0,10 %   |
| вірменська | 0,10 %   |
| молдовська | 0,10 %   |
| інші       | 0,41 %   |

## Культура

### Гусинська сільська бібліотека
Перша бібліотека в селі Гусинка була відкрита на початку ХХ століття, в 1902 році. Це була безкоштовна бібліотека-читальня, яка фінансувалася Куп'янським повітовим земством. Фонд складав близько 2000 екземплярів.
Після революції, на початку 1920-х років в селі була відкрита хата-читальня. У 1928 році в селі був побудований клуб.
В післявоєнні роки культурне життя в Гусинці невпинно розвивалося. В 1963 році відбулося відкриття нового клубу, де виділили приміщення для бібліотеки. Фонд на той час складав 9500 примірників. В той час в бібліотеці працювала Шевченко Ніна Михайлівна. До кінця 1960-х років в бібліотеці працювали О. М. Кривошлик, З. О. Лобас. В 1970-х роках бібліотекарями були О. М. Шуліка, А. О. Загребельний. З 1976 по 1992 рік бібліотекою завідувала Шип Антоніна Іванівна. 1987 році бібліотеку перевели в приміщення Будинку побуту, а в 2001 році бібліотека переїхала на другий поверх житлового будинку, де займала двокімнатну квартиру. В 2008 року бібліотеку знову повернули до клубу. В 1977 році Гусинська сільська бібліотека стала філією Куп'янської централізованої бібліотечної системи.
Бібліотека проводить краєзнавчу роботу, масові заходи до державних та народних свят, працює з дітьми та молоддю. З серпня 1992 року по жовтень 2018 року в бібліотеці працювала Д'якова Наталія Миколаївна.  В 2012 році свій 110-літній ювілей Гусинська бібліотека святкувала в новому приміщенні, яке раніше було амбулаторією. В подарунок бібліотека отримала комп'ютер від Куп'янської районної державної адміністрації.
З жовтня 2018 року в бібліотеку прийшла працювати Кисіль Галина Анатоліївна.

## Відомі люди
- Починаючи з 1762 р. в Гусинці часто бував у гостях, а пізніше подовгу жив у сім'ї Сошальських видатний український філософ, поет, музикант, просвітитель Григорій Савич Сковорода. Г. С. Сковорода. В 1787 році в селі, написав притчу «Убогий жайворонок» і надіслав її другу Федору Івановичу Дискому.
- У селі народився відомий український художник Опанас Заливаха.
- Вихідцем з Гусинки є літописець і упорядник української поезії ХІХ століття І. Н. Сабо.
- Тут жила і працювала вчителькою народної школи поетеса і художниця К. Ф. Соколовська.